# Mario Peña Gonzales
Mario Peña (Callao, Perú; 19 de diciembre de 1929 - 15 de noviembre de 2021). Fue un futbolista peruano. Desempeñó como mediocampista derecho.

## Trayectoria
Se inició en el Club Mariscal Sucre de Deportes. Luego pasó a las filas del Club Atlético Chalaco. Finalizó su carrera en el Sport Boys Association.
Después del futbol estudio biología marina.

## Clubes
| Club                            | País | Temporada |
| ------------------------------- | ---- | --------- |
| Club Mariscal Sucre de Deportes | Perú | 1946-1949 |
| Club Atlético Chalaco           | Perú | 1950-1951 |
| Club Mariscal Sucre de Deportes | Perú | 1952      |
| Sport Boys Association          | Perú | 1953-1954 |